# Liste des unités militaires engagées dans la répression de l'insurrection malgache de 1947
L'Armée française engage de nombreuses unités militaires dans la répression de l'insurrection malgache de 1947. Cette insurrection, marquée par des massacres commis par les troupes françaises, éclate en mars 1947 et est considérée comme terminée en novembre 1948. Sont employées des troupes malgaches, « sénégalaises », nord-africaines (tirailleurs marocains, tirailleurs algériens et spahis), de la Légion étrangère et des troupes coloniales « blanches ». La Marine et l'Armée de l'air participent également aux opérations.

## Troupes terrestres

### Unités déjà présentes sur l'île
- 1er régiment mixte de Madagascar,
- 2e régiment mixte de Madagascar (non impliqué dans les combats),
- Bataillon de tirailleurs malgaches,
- Compagnie de sécurité de Tananarive (tirailleurs sénégalais)[1],
- Groupe d'artillerie coloniale de l'Emyrne,
- Groupe d'artillerie de côte de Diégo-Suarez,
- Escadron de reconnaissance destiné à rejoindre le détachement motorisé autonome de Madagascar, arrivé début mars 1947,
- Gendarmerie et Garde indigène[1].

### Unités venues en renfort
- 6e compagnie du 2e bataillon parachutiste de choc, aérotransportée en avril 1947[1],

- Compagnie de tirailleurs sénégalais de Djibouti, débarquée en avril 1947[1],
- Compagnie de débarquement de l'aviso La Pérouse, arrivé en mai 1947[1],
- Commando François, débarqué en mai 1947 et reparti en octobre,
- Bataillon de tirailleurs sénégalais de renfort no 1, débarqué en mai 1947,
- Bataillon de marche de la 4e demi-brigade de Légion étrangère, débarqué en juin 1947[2],
- Bataillon de tirailleurs sénégalais de renfort no 2, débarqué en juin 1947,
- 2e demi-brigade de marche algéro-marocaine, débarquée en juillet 1947[1],[3] :
  - 1er bataillon de marche du 1er régiment de tirailleurs marocains[4],[5],
  - 2e bataillon de marche du 5e régiment de tirailleurs marocains[4],[5],
  - 2e bataillon de marche du 7e régiment de tirailleurs algériens[5],
  - Escadron autonome de marche de spahis algériens, débarqué en juillet 1947.
- 1er bataillon de marche du 9e régiment de tirailleurs algériens, débarqué en juillet 1947[1],[5],
- Compagnie somalie, débarquée en août 1947[1],
- Bataillon de marche du génie (bataillon de marche du 7e régiment du génie), débarqué en juillet 1947[1],
- Escadron colonial de jeeps blindées, débarqué en août 1947,
- 1er bataillon de marche du 2e régiment de tirailleurs marocains, débarqué en septembre 1947[1],
- 207e bataillon de tirailleurs marocains, débarqué en février 1948[1],[5],
- Bataillon de tirailleurs sénégalais de renfort no 4, débarqué en juin 1948 sous le nom de BTS no 112,
- Groupe colonial de commandos parachutistes de Madagascar, débarqué en octobre 1948 (non impliqué dans les combats).

### Unités formées pendant la révolte
- Détachement motorisé autonome de Madagascar, mis sur pied en avril 1947, à partir d'un bataillon sénégalais du 1er RMM et de l'escadron de reconnaissance venu de France début mars,
- Compagnie autonome de transport, créée en juillet 1947 à partir du 1er RMM[1],
- 1er bataillon mixte de Madagascar, créé en janvier 1948 à partir du 1er RMM,
- Compagnie de garnison de Tananarive, créée en janvier 1948 à partir du 1er RMM,
- 2e bataillon mixte de Madagascar, créé en janvier 1948 à Majunga à partir du 2e RMM et non impliqué dans les combats,
- Bataillon de tirailleurs sénégalais de renfort no 3, créé en juillet 1948 à partir de compagnies sénégalaises et de la compagnie somalie déjà présentes sur l'île.

## Navires de guerre
- Aviso La Pérouse, arrivé en mai 1947
- Croiseur Duguay-Trouin, arrivé en mai 1947.